# Caudalejeunea revoluta
Caudalejeunea revoluta là một loài Rêu trong họ Lejeuneaceae. Loài này được Herzog mô tả khoa học đầu tiên năm 1931.